# Heinz Hunger (Theologe)
Heinz Hunger (* 28. August 1907 in Radeberg; † 22. Februar 1995 in Münster) war ein deutscher Theologe, Sexualpädagoge und Mitglied der Deutschen Christen.

## Leben
Hunger studierte Theologie und wurde 1933 zum evangelisch-lutherischen Pfarrer ordiniert. Seit 1936 verwaltete er als Hilfspfarrer die Gemeinde Friedebach. Er promovierte zum Doktor der Theologie.
Als Pfarrer von Sundremda wurde Hunger im Jahre 1939 Mitarbeiter am Institut zur Erforschung und Beseitigung des jüdischen Einflusses auf das deutsche kirchliche Leben und zu dessen hauptamtlichem Geschäftsführer bestellt, wozu er von der Kirchenführung beurlaubt wurde. In einem Beitrag zu einem Buch des wissenschaftlichen Leiters Walter Grundmann erklärte er: „Selbstverständlich ist die jüdische Psychoanalyse nichts von Grund auf Neues. Das hieße der Unproduktivität der jüdischen Rasse hier wie anderswo zuviel Ehre anzutun.“ Die eigenständigen wissenschaftlichen Arbeiten Hungers aus der Zeit vor 1945 gehen grundsätzlich von einer rassisch-biologistischen Sicht aus: „Sondern, hierdurch stoße ich zum eigentlichen ganzheitstheoretischen Ansatz durch, weil der eine bluts- und rassenmäßig Jude ist und der andere Germane, entwickeln sie diese oder jene Eigenschaften.“
Nach 1945 orientierte er sich auf das Gebiet der Sexualerziehung, was ihm den Spitznamen „Sex-Hunger“ eintrug. Bis Ende der 1960er Jahre publizierte er seine christlich-konservative Sexualmoral im Gütersloher Verlagshaus.
Er wurde auch Redaktionsleiter der Zeitschrift Der evangelische Religionslehrer an der Berufsschule, die vom Schriftenmissionsverlag Gladbeck herausgegeben wurde.

## Werke
- Wesen und Methode einer rassekundlichen Religionsgeschichte. In: Walter Grundmann (Hrsg.): Christentum und Judentum. Leipzig 1940, S. 193–233.
- Jüdische Psychoanalyse und deutsche Seelsorge. In: W. Grundmann (Hrsg.): Germanentum, Christentum und Judentum.  Leipzig 1942, S. 307–353.
- Das Sexualwissen der Jugend. Sexualpädagogische Schriftenreihe 1. E. Reinhardt, München/Basel 1954 (2. Auflage 1960).
- Evangelische Jugend und evangelische Kirche. Eine empirische Studie. Gütersloher Verlagshaus Gerd Mohn, Gütersloh 1960.
- Kranken-Gebet-Büchlein. Schriftenmissionsverlag, Gladbeck 1961.
- Wissensbildung und Gewissensbildung in der Geschlechtererziehung. Notwendigkeit und Möglichkeiten einer außerfamiliären Sexualpädagogik. Evangelischer Bundesarbeitskreis für Jugendschutz, Münster 1963.
- Zur Verlobung. Gütersloher Verlagshaus Gerd Mohn, Gütersloh 1963.
- Was Jungen wissen wollen. Gütersloher Verlagshaus Mohn, Gütersloh 1968.
- Kinder fragen – Eltern antworten. Ein Ratgeber zur geschlechtlichen Aufklärung. Gerd Mohn, Gütersloh 1969.
- Das Sexualwissen der Jugend – Ein Report für Erzieher – Vom Verfasser neu bearbeitete Taschenbuchausgabe. Herder-Bücherei 381, Herder, Freiburg im Breisgau 1970.
- Sexualpädagogik und Sexualmoral. Wider die falschen Alternativen in der Geschlechtserziehung. Neue Deutsche Schule, Essen 1972.
- Der Äskulapstab. Zur Funktion präsentativer Symbole in der Kommunikation. Spiess, Berlin [West] 1978, ISBN 3-920889-76-2.
- Die heilige Hochzeit. Vorgeschichtliche Sexualkulte und -mythen. Verlag Medical Tribune, Wiesbaden 1984, ISBN 3-922264-41-7.

### Mitarbeit an anderen Veröffentlichungen
- Walter Grundmann (Hrsg.): Germanentum, Christentum und Judentum. Studien zur Erforschung ihres gegenseitigen Verhältnisses, Band 2: Sitzungsberichte der zweiten Arbeitstagung des Instituts zur Erforschung des jüdischen Einflusses auf das deutsche kirchliche Leben vom 3. bis 5. März 1941 in Eisenach. Wigand, Leipzig 1942.